# Musée d'histoire de l'Arménie
Le musée d'histoire de l'Arménie (en arménien : Հայաստանի Պատմության Թանգարան), situé place de la République à Erevan, capitale de l'Arménie. Fondé en 1919, il est installé dans le même bâtiment que la Galerie nationale d'Arménie.
Ses collections archéologiques, ethnographiques, numismatiques et documentaires rassemblent environ 400 000 pièces. C'est l'un des principaux musées d'Arménie

## Histoire
En 1918 est fondée la Première République d'Arménie sur les terres situées au pied du mont Ararat et autour de l'Aragats. Dès lors, les Arméniens exilés du monde entier arrivent dans leur pays et Erevan se dote rapidement d'un Théâtre national et d'une École d'art dramatique, d'un Conservatoire national de musique d'Arménie (1919), ainsi que d'une université (1920) et d'autres instituts éducatifs. Le Musée-bibliothèque d'ethnographie et d'anthropologie est quant à lui créé le 9 septembre 1919 à partir des collections de la Société ethnographique arménienne du Caucase (transférée depuis Tiflis), du Musée des antiquités de Nor Nakhitchevan, du Musée des antiquités d'Ani (dont les pièces ont été transférées à Erevan en 1918) et du Dépôt de manuscrits anciens de Vagharchapat.
Après la soviétisation du pays et sous la République socialiste soviétique d'Arménie, il devient le Musée national central d'Arménie en 1922, puis le Musée de la culture et de l'histoire en 1931, avant d'être scindé en 1935 et de devenir le Musée d'histoire ; de cette scission sont issus le Musée d'art de la RSS d'Arménie (l'actuelle Galerie nationale d'Arménie) et le Musée de littérature (l'actuel Musée d'art et de littérature Tcharents). Devenu le Musée national d'histoire de l'Arménie en 1962, il cède une partie de ses collections au nouveau Musée national d'ethnographie en 1978.
Le Musée reçoit son nom actuel en 2003, après le retour à l'indépendance du pays, et voit une vaste réorganisation et mise en valeur de ses collections.

## Localisation

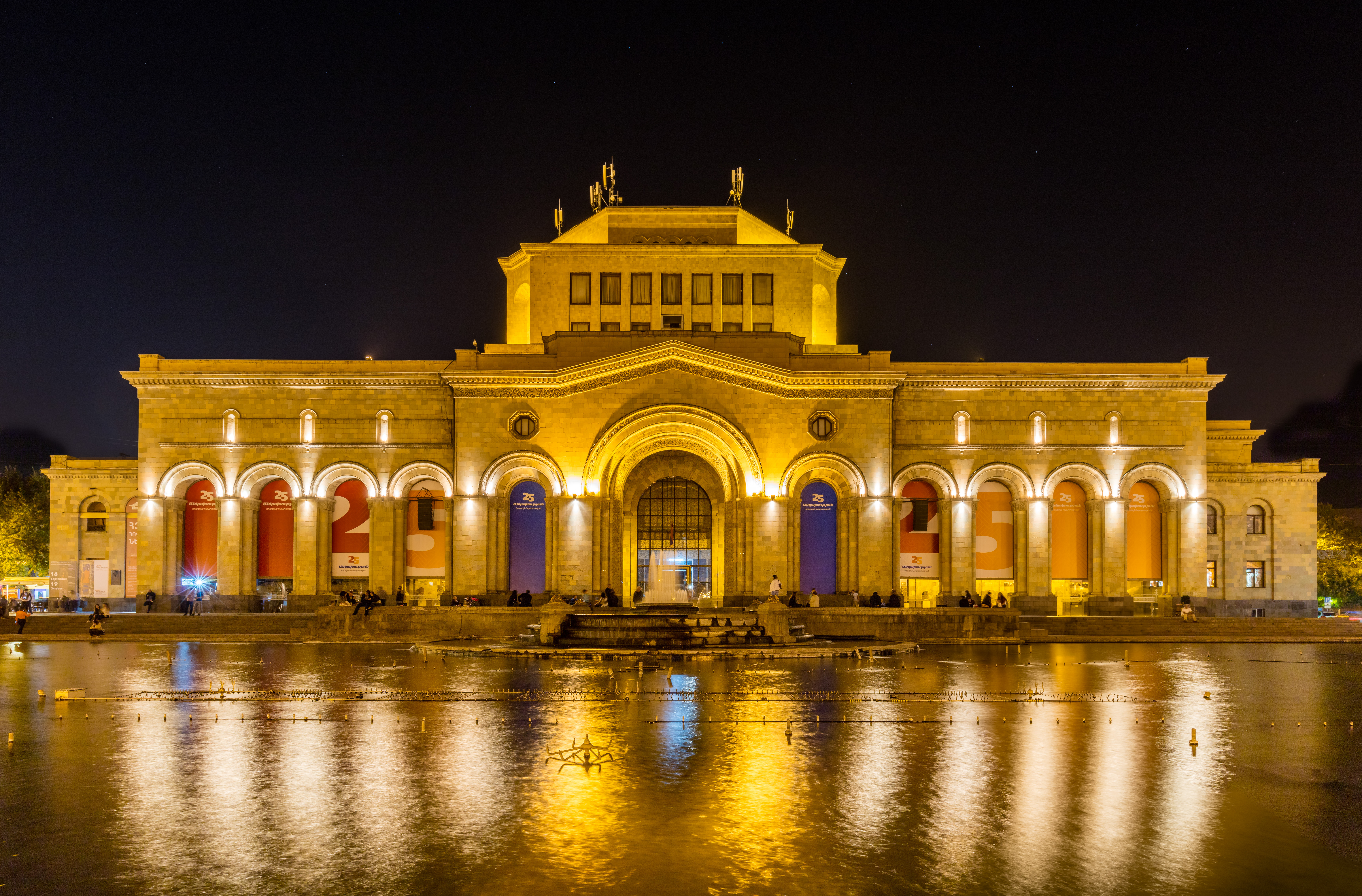
Le musée de nuit. Octobre 2016.

Le Musée est situé place de la République dans la capitale arménienne, Erevan. Il occupe les deux premiers étages du bâtiment qui abrite également la Galerie nationale d'Arménie.
Comme nombre de bâtiments construits au début du siècle pour transformer Erevan en capitale de république soviétique digne des dirigeants de Moscou, l'architecture de ce bâtiment respecte le style néoclassique imposé par Alexandre Tamanian. Le grand bâtiment aux façades noires à l'origine trône littéralement sur la toute nouvelle place de la République. En 1978, le tuf noir des deux premiers étages est remplacé par de la pierre blanche et dans le même temps, une nouvelle section de huit étages d'exposition est ajoutée, rendant l'immeuble encore plus massif.

## Collections

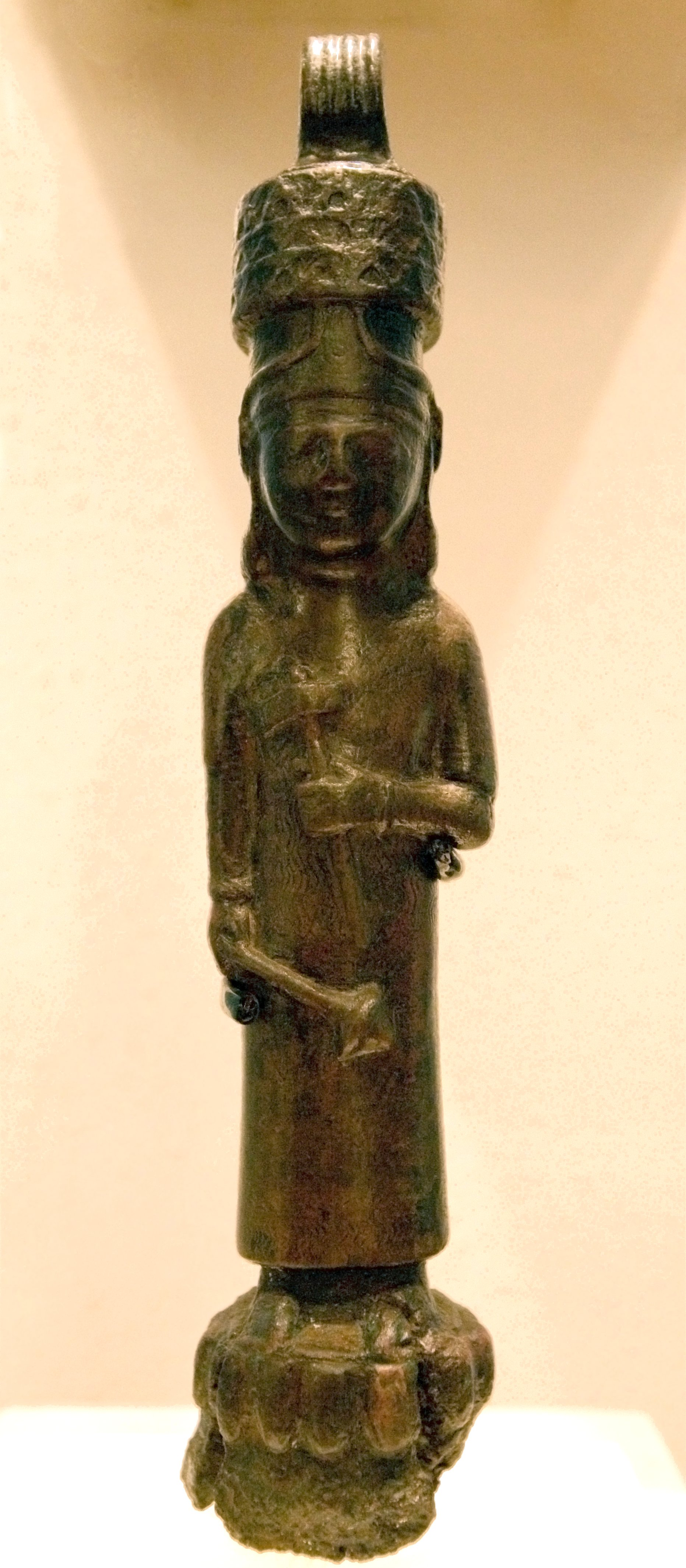
Statuette du dieu Teisheba, bronze,

Le Musée compte environ 400 000 pièces (découvertes, achats ou donations) réparties en quatre grandes collections :
- la collection archéologique (35 % des pièces) s'étend du Paléolithique au Moyen Âge, en passant notamment par les périodes urartéenne et hellénistique[8] ;
- la collection numismatique (45 % des pièces) rassemble de nombreuses pièces d'origines variées remontant jusqu'au Ve siècle av. J.-C., des billets ainsi que des timbres et des médailles[9] ;
- la collection ethnographique (8 % des pièces) comprend des textiles (notamment des tapis arméniens), des pièces en métal, en bois et en faïence, des armes et divers documents ethnographiques[10] ;
- la collection documentaire (12 % des pièces) est principalement composée de négatifs[11].

## Statut
Le Musée est une organisation gouvernementale non-commerciale dépendant du ministère de la Culture. Il est financé entièrement par l'État, qui est propriétaire de ses collections et du bâtiment l'abritant.
Il comprend cinq départements :
- archéologie[13] ;
- numismatique[14] ;
- ethnographie[15] ;
- histoire moderne[16] ;
- restauration[17].